# Auquemesnil
Auquemesnil és un municipi francès situat al departament del Sena Marítim i a la regió de Normandia. L'any 2007 tenia 298 habitants.

## Demografia

### Població
El 2007 la població de fet d'Auquemesnil era de 298 persones. Hi havia 110 famílies de les quals 20 eren unipersonals (8 homes vivint sols i 12 dones vivint soles), 37 parelles sense fills, 49 parelles amb fills i 4 famílies monoparentals amb fills.
La població ha evolucionat segons el següent gràfic:
Habitants censats

### Habitatges
El 2007 hi havia 119 habitatges, 111 eren l'habitatge principal de la família, 6 eren segones residències i 2 estaven desocupats. 115 eren cases i 3 eren apartaments. Dels 111 habitatges principals, 91 estaven ocupats pels seus propietaris, 17 estaven llogats i ocupats pels llogaters i 2 estaven cedits a títol gratuït; 4 tenien dues cambres, 16 en tenien tres, 36 en tenien quatre i 55 en tenien cinc o més. 93 habitatges disposaven pel capbaix d'una plaça de pàrquing. A 58 habitatges hi havia un automòbil i a 41 n'hi havia dos o més.

### Piràmide de població
La piràmide de població per edats i sexe el 2009 era:
| Homes | Edats   | Dones |
| ----- | ------- | ----- |
| 0     | 95 o +  | 0     |
| 0     | 90 a 94 | 0     |
| 0     | 85 a 89 | 0     |
| 4     | 80 a 84 | 0     |
| 4     | 75 a 79 | 20    |
| 8     | 70 a 74 | 0     |
| 4     | 65 a 69 | 4     |
| 4     | 60 a 64 | 8     |
| 4     | 55 a 59 | 4     |
| 8     | 50 a 54 | 12    |
| 8     | 45 a 49 | 16    |
| 12    | 40 a 44 | 8     |
| 12    | 35 a 39 | 12    |
| 4     | 30 a 34 | 0     |
| 16    | 25 a 29 | 4     |
| 0     | 20 a 24 | 12    |
| 8     | 15 a 19 | 8     |
| 12    | 10 a 14 | 16    |
| 4     | 5 a 9   | 0     |
| 4     | 0 a 4   | 0     |

## Economia
El 2007 la població en edat de treballar era de 182 persones, 132 eren actives i 50 eren inactives. De les 132 persones actives 114 estaven ocupades (69 homes i 45 dones) i 18 estaven aturades (7 homes i 11 dones). De les 50 persones inactives 16 estaven jubilades, 18 estaven estudiant i 16 estaven classificades com a «altres inactius».

### Ingressos
El 2009 a Auquemesnil hi havia 106 unitats fiscals que integraven 291 persones, la mediana anual d'ingressos fiscals per persona era de 16.483 €.

### Activitats econòmiques
Dels 8 establiments que hi havia el 2007, 2 eren d'empreses extractives, 1 d'una empresa de construcció, 2 d'empreses de comerç i reparació d'automòbils, 1 d'una empresa de serveis i 2 d'entitats de l'administració pública.
L'únic servei als particulars que hi havia el 2009 era una fusteria.
L'any 2000 a Auquemesnil hi havia 9 explotacions agrícoles que ocupaven un total de 1.008 hectàrees.

## Poblacions més properes
El següent diagrama mostra les poblacions més properes.